# Inés Peraza
Inés Peraza de las Casas (née à Séville vers 1424 et morte à Séville en 1503) était la dame territoriale des îles Canaries, dont elle a hérité de ce territoire par son père, Hernán Peraza l'Ancien et de son défunt frère Guillén Peraza.
En tant que première monarque depuis l'unification des îles par son père, Inés se nomme elle-même « Reine des îles Canaries ». Un titre qu'elle occupe jusqu'à l'attribution de ces terres aux rois catholiques, il s'agit des îles de La Palma, Grande Canarie et Tenerife en 1477.

## Biographie

### Début de vie
Elle est née vers 1424 à Séville. Elle est la fille de Hernán Peraza l'Ancien et de son épouse, Inés de las Casas (d'où elle porte le nom), seigneurs des îles Canaries. La famille de son père est influente à Séville en tant que seigneurs et maires, tandis que la famille du côté de sa mère est d'origine française,,,.
Tandis que son père et son frère consolident leur seigneurie dans les îles, Inés reste à Séville pendant sa jeunesse. Elle fut sous la tutelle du duc de Medina Sidonia, Don Juan de Guzmán, jusqu'en 1447. L'année suivante, en 1448, elle épouse son mari, Diego García de Herrera.

## Seigneurie des Îles Canaries
En 1445, le père d'Inés, Hernán Peraza l'Ancien, échange l'oliveraie de sa mère à Huévar, avec l'oncle de sa mère, Guillén de las Casas, contre des droits sur la seigneurie des îles de Tenerife, La Gomera, La Palma et Grande Canarie, dont Guillén a hérité de son père Alfonso. Cela s'ajoute au territoire qu'Hernán Peraza a déjà pu acquérir du comte de Niebla Enrique de Guzmán en 1430, dont les îles de El Hierro et Lanzarote.
Après la mort de son père en 1452, ainsi que la mort de son fils aîné Guillén à La Palma (vers 1447/1448), Inés reste l'unique héritière de la seigneurie des îles.

### Poursuites de la seigneurie
Inés et son mari, Diego de Herrera, ont dû se battre avec la couronne de Castille ainsi qu'avec le royaume du Portugal pour affirmer leurs droits sur les îles.
L'île de Lanzarote est auparavant louée par Guillén de las Casas, oncle de la mère d'Inés Peraza, à Maciot de Bethencourt, parent du conquérant Jean de Béthencourt en 1432. Il la vend à son tour à Henri le Navigateur en 1448, mais les insulaires se révoltent contre le pouvoir portugais, et laisse ainsi l'île considérée comme « kidnappée » par le roi Jean II.
L'année de 1454 est significative car les Peraza-Herrera reçurent de la part du roi Henri IV de Castille le retour de l'île de Lanzarote à leur seigneurie par le biais d'une décision judiciaire, et ainsi confirme la propriété de l'île à la famille Peraza. La même année, ils ont réussi à expulser Henri le Navigateur de la partie de La Gomera qu'occupent ses vassaux. En 1468,Henri IV est également contraint de révoquer sa concession de conquête des îles insoumises qu'il a pu donner en tant que faveur de plusieurs nobles portugais en 1464.
Plus tard, les rois Catholiques ont accordés à Inés et à son mari l'établissement d'un majorat des îles en 1476, et fut ensuite confirmé à leur fils Hernán Peraza le Jeune en 1486.

### Participation à la conquête de Tenerife
Inés Peraza a participé directement à la conquête de l'île de Tenerife, en assistant l'ordre royal du capitaine conquérant Alonso Fernández de Lugo en 1495. Cette aide est demandée par Alonso de Lugo lui-même pour sa deuxième entrée à Tenerife, après que son armée est vaincue par les Guanches lors du « massacre de l'Acentejo » en 1494.
Par la suite, en guise de garantie, Inés a retenu en otages les enfants de Lugo Fernando et Pedro pour une dette importante qui s'élève à 600 000 maravédí.

### Division de la seigneurie des îles Canaries

#### Insurrection à Lanzarote
En 1476, les habitants de Lanzarote se révoltent contre le pouvoir seigneurial de la famille Herrera-Perazas. Les habitants de Lanzarote demandent à être vassaux des rois Catholiques face aux excès multiples d'Inés Peraza et de son mari, et ainsi s'adresse au tribunal pour déposer des plaintes et d'autres documents. Les seigneurs des îles Canaries commencent alors à persécuter les rebelles, les exilent ou les exécutent, jusqu'à ce que les rois envoient Esteban Pérez de Cabitos, le juge d'instruction, à Lanzarote pour recueillir des informations sur les droits des seigneurs sur les îles.

#### Cession des droits de conquête de la Grande Canarie, La Palma et deTenerife
En octobre 1477, Inés et son mari renoncent à leurs droits sur les îles non encore conquises, et les cèdent aux rois Catholiques en échange d'une compensation financière et d'un titre de noblesse, "Comte de La Gomera".

#### Division supplémentaire de la seigneurie
Avec la vente des îles aux rois Catholiques, la seigneurie de Peraza-Herrera est réduite aux îles de Lanzarote, Fuerteventura, La Gomera et El Hierro. Cependant, une division importante commence en 1474, en raison de la répartition entre leurs enfants au fur et à mesure de leur majorité. Pedro, le fils aîné, reçut l'île d'El Hierro à l'occasion de son mariage, et en 1478 Hernán Peraza le Jeune (du nom de son père) reçut La Gomera.
En 1482, face aux attentats de Pedro contre la vie de ses parents, ainsi que d'avoir provoqué des révoltes dans le domaine familial, il est déshérité par Inés, qui favorise alors le deuxième enfant de la famille, Hernán le Jeune, et lui donne le contrôle d'El Hierro.
Après la mort d'Hernán le Jeune à La Gomera en 1488, d'autres luttes internes se succèdent au sein de la famille contre son ambitieuse veuve Béatrice de Bobadilla (connue sous le nom de « La Chasseresse ») pour le contrôle des îles. Bobadilla parvient à conserver la propriété des terres de son mari et à devenir dirigeante de La Gomera et d'El Hierro. Bobadilla est remplacé par son fils, Guillén Peraza de Ayala, qui s'est élevé de seigneur à comte.
En 1502, Inés partagea Lanzarote et Fuerteventura en douze parties parmi ses autres enfants : Sancho de Herrera, María de Ayala et Constanza Sarmiento - dont cinq parties pour Sancho, quatre pour María et trois pour Constanza. Elle décède au début de l'année suivante dans sa ville natale à Séville.
À la suite de son règne tumultueux, Inés est le dernier chef de la seigneurie unifiée, même si la famille Peraza reste une force importante dans le gouvernement et le façonnement des îles Canaries.

## Mariage et descendance
Inés Peraza épouse Diego García de Herrera y Ayala à Séville en 1448. Herrera est un « vassal de Sa Majesté » et le treizième chevalier de l'Ordre de Santiago,,.
Ils ont eu cinq enfants :
- Pedro García de Herrera
- Hernán Peraza le Jeune, premier seigneur de La Gomera et El Hierro. Marié avec Béatrice de Bobadilla
- Sancho de Herrera l'Ancien, premier seigneur de Lanzarote. Marié avec Violante de Cervantes.
- Constanza Sarmiento, première dame de Fuerteventura. Mariée avec Pedro Fernández de Saavedra.
- María de Ayala, qui épousa Diego de Silva y Meneses, premier comte de Portalegre depuis 1496.

## Voir également
- Conquête des îles Canaries